# NGC 7487
NGC 7487 is een elliptisch sterrenstelsel in het sterrenbeeld Pegasus. Het hemelobject werd op 3 augustus 1886 ontdekt door de Amerikaanse astronoom Lewis A. Swift.

## Synoniemen
- UGC 12368
- MCG 5-54-35
- ZWG 496.43
- NPM1G +27.0644
- PGC 70496